# Джемал Берберович
Джемал Берберович (на босненски: Džemal Berberović) е босненски футболист на ФК Сараево. Бивш състезател на босненския национален отбор за който има записани 39 мача. Играе еднакво добре като десен краен бранител и опорен полузащитник.

## Състезателна кариера
Започва да тренира футбол през 1992 г. в отбора на Сараево. През 1999 г. вече е в първия състав за който записва 114 мача и отбелязва девет гола. Капитан е на младежкия национален отбор на Босна и Херцеговина с когото записва 35 срещи. През 2003 г. е пред трансфер в Литекс но в последния момент се появява офертата от Байер Леверкузен и младока предпочита офертата на немците. В немския клуб е съотборник на Димитър Бербатов и остава три сезона. Не успява да се наложи и до края на полусезона е преотстъпен на Оснабрюк от Втора Бундеслига. След края на шампионата се завръща в родния Сараево и записва на сметката си нови 22 мача и два гола. През лятото на 2005 година десния бранител пристигна в града на люляците и подписва тригодишен договор. По това време начело на „оранжевите“ е Люпко Петрович. При следващите треньори на Литекс Ферарио Спасов и Миодраг Йешич играе и като десен външен полузащитник, а Станимир Стоилов го преквалифицира в опорен полузащитник. На 30 август 2007 г. заедно със съотборника си Небойша Йеленкович са пратени под наем за три месеца в руския Кубан Краснодар. В договорите на двамата играчи има клауза за тяхното закупуване.  След края на полусезона двамата се завръщат в Ловеч. Печели Купата на България за 2008 г. и има един загубен финал от същия турнир през 2007. На 28 януари 2009 г. Берберович преминава в турския първодивизионен Денизлиспор. След 18 месечен престой в Суперлига неговият тим изпадна от елита, което автоматично прави босненеца свободен агент. Връща се отново в Литекс и подписва договор за 1+1 година. Джемал изиграва 23 срещи в шампионата и печели титлата в А Група. Преди мачът на „оранжевите“ от шампионската лига срещу Висла Краков има слухове за интерес на немски тим към Берберович. Ден след срещата той подписва с Дуисбург Договорът му е за 2+1 години като двата клуба не разкриват финансовите параметри по трансфера,  но медиите тиражират сума в размер на 200 000 евро.
След прекарани три години в немския клуб през лятото на 2013 г. се завръща в Литекс (Ловеч).
През лятата на 2014 година се разделя по взаимно съгласие с клуба и подписва с родния ФК Сараево.

## Успехи
Литекс
- Шампион (1): 2010/11
- Купа на България (1): 2008
- Суперкупа на България – 2010